# 韩作荣
韩作荣（1947年—2013年），男，祖籍河北丰润, 生于黑龙江海伦，中国诗人，曾任中国诗歌学会会长。